# Skärsvikens skjutfält
Skärsvikens skjutfält är ett militärt övnings- och skjutfält är beläget vid öppna havet på den sydöstra delen av Härnön, cirka 10 km sydost om Härnösands centrum.

## Historik
Skärsvikens skjutfält togs i bruk 1957 som ett övnings- och skjutfält till Härnösands kustartillerikår, sedermera Härnösands kustartilleriregemente. Genom försvarsbeslutet 1996 beslutades att Härnösands kustartilleriregemente skulle utgå ur Försvarsmaktens fredsorganisation. Därefter kom regementet att upplösas och avvecklas hösten 1998. Förvaltningen av skjutfältet övertogs därmed av Västernorrlands regemente. Från 2000 förvaltats skjutfältet av Norrbottens regemente.

## Verksamhet
Skärsvikens skjutfält omfattar 132 ha med ett vidsträckt riskområde över vatten och ligger på den sydöstra delen av Härnön. Skjutfältet är ursprungligen anpassat för luftvärn och kustartilleri, bland annat genom dess vidsträckta riskområde över havet. Efter att kustartilleriet avvecklades som vapenslag. Därefter har skjutfältet använts bland annat av hemvärns- och frivilligorganisationer, samt av Försvarets materielverk för marin provverksamhet.